# Tawaf

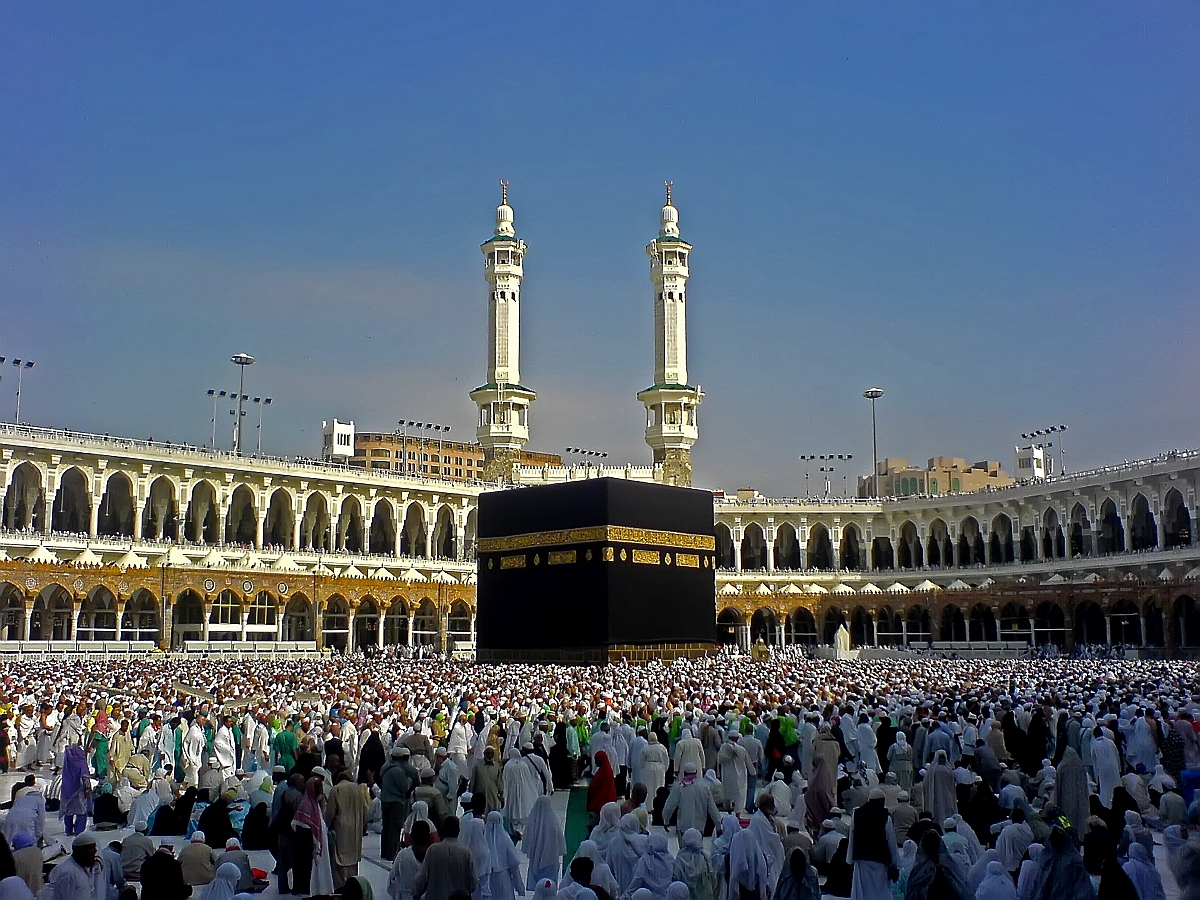
Multitudes caminan alrededor de la Ka'bah.

El Tawaf (طواف) es uno de los rituales islámicos de peregrinación. 

## Descripción
Durante el Hach y la Umrah, los musulmanes han de circunvalar siete veces la Kaaba (el edificio y lugar más sagrado en La Meca) en sentido contrario a las agujas del reloj. Este vuelta se hace para demostrar la unidad de los creyentes en el culto del Dios Único, y mientras se mueven en armonía en torno a su altar central, le suplican a Dios "Labbaik Allahumma Labbaik".

## Significado
De acuerdo a la tradición islámica, el Tawaf de la Kaaba es una muestra de la Tawaf que corre a través del Jannat al Firdaws en el séptimo cielo, donde está situado el Arsh (el trono de Alá). Los ángeles pueden practicar continuamente el Tawaf alrededor del Arsh. El Tawaf de la Kaabah puede facilitar el entendimiento humano acerca del Tawaf alrededor del Arsh.

## Detalles del ritual

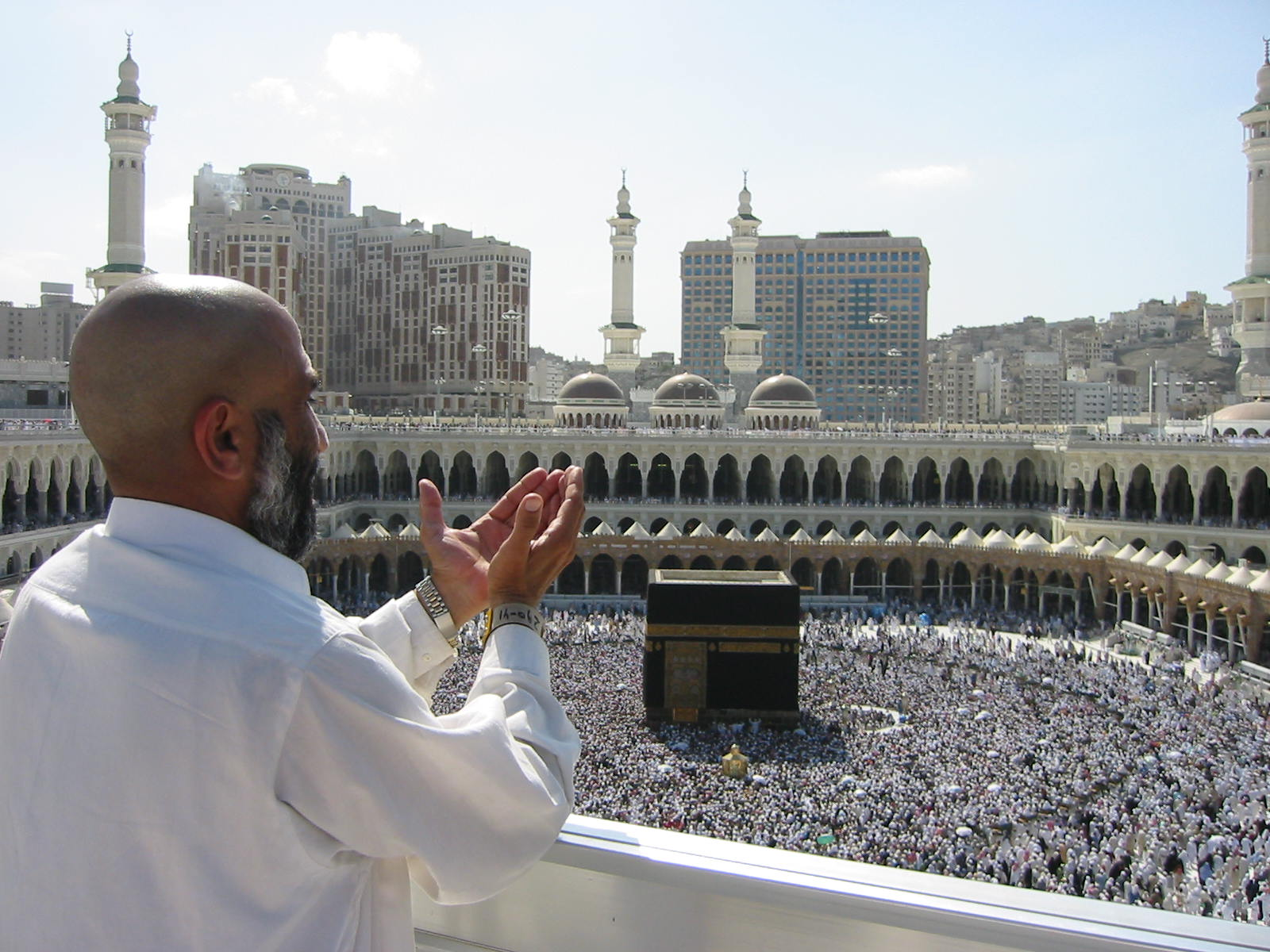
La gran cantidad de peregrinos dificulta a veces los ruituales

La circunvalación comienza desde la Piedra Negra en la esquina de la Kaaba. Si es posible, los musulmanes deben besarla o tocarla, pero a menudo no es posible a causa de las grandes multitudes, así que es aceptable simplemente apuntar a la piedra en cada circuito. Ellos deben hacer la oración akbeer (Allahu Akbar) cada vez que se aproximan.
Para los hombres, se recomienda que hagan las tres primeras vueltas a un ritmo apresurado, y después cuatro veces, más de cerca, a un ritmo pausado.
Al final de la circunvalación, los creyentes van a la Estación de Ibrahim a orar dos rak'ahs, y vuelven a intentarlo si es posible para beber el agua sagrada del Pozo de Zamzam, antes de proceder al ritual de la próxima Hach, el S'ay.
A los musulmanes se les suele aconsejar que hagan el "Tawaf" al menos dos veces - una vez en el marco de la peregrinación y luego como su última actividad antes de salir de La Meca.

## Tipos de Tawaf
Son varios los tipos de tawaf que se pueden realizar:
- Tawaf al-Nisa es el segundo tawaf que se hace durante la Umrah y el Hayy. Este tipo de tawaf solo es reconocido por los estudiosos chiítas.
- Tawaf qudum ("tawaf de llegada") es el tawaf que realizan aquellos que no residen en La Meca una vez que han llegado a la Ciudad Santa.
- Tawaf Tahiyah es el tawaf llevado a cabo después de entrar en el Masjid al-Haram en cualquier otro momento y es mustahab.
- Tawaf Umrah se refiere al tawaf realizado específicamente para la Umrah.
- Tawaf Wadaa ("tawaf de despedida") es el tawaf realizado antes de salir de La Meca.
- Tawaf ziyaarah / Ifadah (Tawaf al-Hayy) es el tawaf hecho después de lanzar piedras, sacrificar animales (hadi) o afeitarse el vello.